# Petar Rogulja
Petar Rogulja (Sarajevo, 17. listopada 1888. – Sarajevo, 19. veljače 1920.) bio je hrvatski političar i novinar.

## Životopis
Diplomirao je 1912. godine pravo u Zagrebu. Od 1907. bio je član Katoličkog društva Domagoj.
Zastupao je ideje o ujedinjenju južnoslavenskih naroda unutar Austro-Ugarske Monarhije.
Od 1911. do 1912. studirao je ekonomiju u Münchenu. Sudjelovao je u radu Narodnoga vijeća SHS. Bio je jedan od osnivača i prvi predsjednik Hrvatske pučke stranke (1919.).

### Mrežna sjedišta
- Rogulja, Petar. www.enciklopedija.hr. Pristupljeno 24. srpnja 2023.